# Methanobrevibacter thaueri
A Methanobrevibacter thaueri egy metanogén archaea faj. Rolf K. Thauerról nevezték el. Az archeák – ősbaktériumok – egysejtű, sejtmag nélküli prokarióta szervezetek.

## Leírása
Enyhén kúpos végű coccobacillus alakú, körülbelül 0,5 mikrométer széles és 0.6-1.2 mikrométer hosszú. Párban vagy rövid láncokban fordul elő. Gram-pozitív, a sejtfalát pszeudomurein alkotja. Obligát anaerob élőlény, típustörzse: CWT (=DSM 11995T =OCM 817T). Először tehén ürülékben izolálták.